# Province de San Ignacio
La province de San Ignacio (en espagnol : Provincia de San Ignacio) est l'une des treize provinces de la région de Cajamarca, dans le centre du Pérou. Son chef-lieu est la ville de San Ignacio de la Frontera.

## Géographie
La province couvre une superficie de 4 990,30 km2. Elle est limitée au nord par l'Équateur, à l'est par la région d'Amazonas, au sud par la province de Jaén, à l'ouest par la région de Piura.

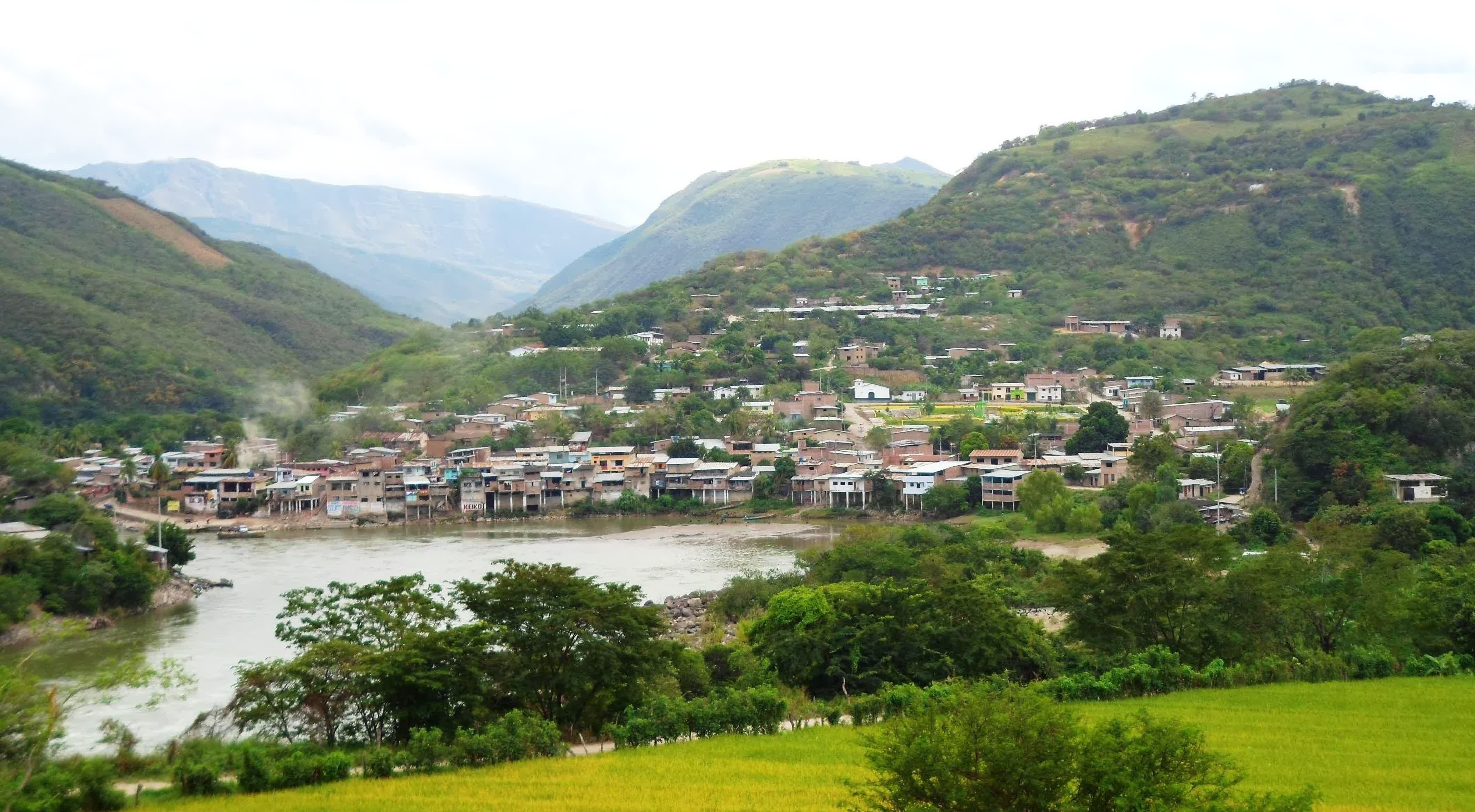
Puerto Ciruelo - Huarango

## Histoire
La province fut créée le 12 mai 1965.

## Population
La population de la province s'élevait à 131 239 habitants en 2007.

## Subdivisions
La province de San Ignacio est divisée en sept districts :
- Chirinos
- Huarango
- La Coipa
- Namballe
- San Ignacio
- San José de Lourdes
- Tabaconas